# Hedelund Mælk
Hedelund Mælk ApS er en dansk mælkeproducent, der er lokaliseret ved Arden. Virksomheden er ejet af Tanja Neergaard Jensen, der driver den sammen med sin familie. Hun overtog virksomheden fra sin far Kurt Jensen i 2022. I virksomheden er der ca. 50 ansatte. 
Hedelund Mælk har over 2.000 malkekøer og i alt over 4.100 kvæg. Det gør virksomheden til den virksomhed i Danmark med 2.-3-flest malkekøer.